# Thomas H. Cook
Thomas H. Cook (Fort Payne, 19 settembre 1947) è uno scrittore statunitense, premiato nel 1996 per il racconto The Chatham School Affair con l'Edgar Award dalla Mystery Writers of America.

## Biografia
Thomas H. Cook è nato a Fort Payne, Alabama e ha conseguito una laurea  presso il Georgia State College, un master in storia americana presso l'Hunter College e un master in filosofia presso la Columbia University.
Dal 1978 al 1981, Cook ha insegnato inglese e storia presso il Dekalb Community College in Georgia, e ha lavorato come redattore e recensore di libri per la rivista Atlanta dal 1978 fino al 1982, quando è diventato scrittore a tempo pieno.
Cook cominciò il suo primo racconto, Blood Innocents, mentre era ancora uno studente universitario.
Fu pubblicato nel 1980, e da allora ha pubblicato costantemente.
Un film tratto da un suo libro, Evidence of Blood, è stato girato nel 1997.
Ha ricevuto 6 nominations per altrettanti racconti, incluso Red Leaves nel 2006, che è stato anche in lizza per il Crime Writers' Association Duncan Lawrie Dagger e l'Anthony Award, e ha vinto il Barry Award e il Martin Beck Award.
Cook vive con la sua famiglia a Cape Cod e New York City.

## Opere
Titoli originali (editi in italiano tra parentesi)
- Blood Innocents (Playboy, 1980)
- The Orchids (Houghton Mifflin, 1982). ISBN 039532503X
- Tabernacle (Houghton Mifflin, 1983). ISBN 0395343968
- Elena (Houghton Mifflin, 1986). ISBN 0395356326
- Sacrificial Ground (Putnam, 1988). ISBN 0399133399 (Profondo nero, Sonzogno 1989)
- Flesh and Blood (Putnam, 1989). ISBN 0399134093 (Notte senza fine, Sonzogno 1989)
- Streets of Fire (Putnam, 1989). ISBN 0399134905 (Strade di fuoco, Sonzogno 1994)
- Early Graves (Dutton, 1990). ISBN 0525249184
- Night Secrets (Putnam, 1990). ISBN 0399135278 (Presagi della notte, Sonzogno 1993)
- The City When It Rains (Putnam, 1991). ISBN 0399135553 (La città quando piove, pubblicato nella collana Il Giallo Mondadori n. 2826)
- Evidence of Blood (Putnam, 1991). ISBN 0399136681 (Scritto col sangue,  pubblicato nella collana Il Giallo Mondadori n. 2848)
- Blood Echoes (Dutton, 1992). ISBN 0525933999
- Mortal Memory (Putnam, 1993). ISBN 0399138293 (Memoria di morte, pubblicato nella collana Il Giallo Mondadori n. 3010)
- Breakheart Hill (Bantam, 1995). ISBN 0553096516 (La collina del silenzio, pubblicato nella collana Il Giallo Mondadori n. 2624)
- The Chatham School Affair (Bantam, 1996). ISBN 0553096524 (Il mistero della Chatham School, pubblicato nella collana Il Giallo Mondadori n. 2573)
- Instruments of Night (Bantam, 1998). ISBN 055310554X
- Places in the Dark (Bantam, 2000). ISBN 0553105639 (Il passato di Dora March, pubblicato nella collana Il Giallo Mondadori n. 2759)
- Interrogation (Bantam, 2002). ISBN 0553800957 (L'interrogatorio, pubblicato nella collana Il Giallo Mondadori n. 2814)
- Taken: A Novelization (Dell, 2002). ISBN 044024126X
- Moon Over Manhattan, with Larry King, (New Millennium Press, 2003). ISBN 1893224570
- Peril (Bantam, 2004). ISBN 0553800981 (Il prezzo del pericolo, pubblicato nella collana Il Giallo Mondadori n. 2928)
- Into the Web (Bantam, 2004). ISBN 0553580922 (L'ultimo dovere, pubblicato nella collana Il Giallo Mondadori n. 2883)
- Red Leaves (Harcourt, 2005). ISBN 0151012504 (Foglie rosse, pubblicato nella collana Il Giallo Mondadori n. 2902)
- The Murmur of Stones (Quercus, 2006)
(published in the US as The Cloud of Unknowing, Harcourt, 2007). ISBN 978-0151012602
- Master of the Delta (Harcourt, 2008). ISBN 978-0151012541 (Il delta delle tenebre, pubblicato nella collana Il Giallo Mondadori n. 3132)
- The Best American Crime Reporting 2008, (with Jonathan Kellerman and Otto Penzler), (Harper Perennial, 2008). ISBN 978-0061490835
- The Fate of Katherine Carr (2009). ISBN 978-0151014019 (Destini fatali, pubblicato nella collana Il Giallo Mondadori n. 3084)
- The Last Talk with Lola Faye (Houghton Mifflin Harcourt, 2010). ISBN 978-0151014071 (Il veleno nella mente, pubblicato nella collana Il Giallo Mondadori n. 3057)
- The Quest for Anna Klein (Houghton Mifflin Harcourt, 2011). ISBN 978-0547364643
- The Crime of Julian Wells (Mysterious Press, 2012). ISBN 978-0802126030
- Sandrine's Case (Mysterious Press, 2013). ISBN 978-0802126085 (Il caso Sandrine. pubblicato ne Il Giallo Mondadori n.3165, 2018)
- A Dancer in the Dust (Grove/Atlantic/Mysterious, 2015), ISBN 978-0-8021-2272-8